# 蒂嫩
蒂嫩（荷蘭語：Tienen，荷蘭語發音：[ˈtinə(n)] ⓘ），法语名蒂勒蒙（法語：Tirlemont，法語發音：[tiʁləmɔ̃]），是比利时弗拉芒大區弗拉芒布拉班特省魯汶區的一座城市，南与瓦隆布拉班特省接壤，通行荷蘭語，是弗拉芒社群的一部分，面积71.77平方千米，人口36,581人（2024年1月1日）。

## 友好城市
- 法國 吕内维尔（1960年）
- 德国 索斯特（1971年）
- 荷蘭 法尔肯斯瓦德（1973年）
- 瑞士 黑吉斯维尔（1975年）
- 波蘭 别尔斯科-比亚瓦（1987年）
- 比利时 于伊（1993年）